# Домброва (Кольський повіт)
Домброва (пол. Dąbrowa) — село в Польщі, у гміні Коло Кольського повіту Великопольського воєводства.
Населення — 168 осіб (2011).
У 1975-1998 роках село належало до Конінського воєводства.

## Демографія
Демографічна структура станом на 31 березня 2011 року:
|          | Загалом | Допрацездатний вік | Працездатний вік | Постпрацездатний вік |
| -------- | ------- | ------------------ | ---------------- | -------------------- |
| Чоловіки | 83      | 17                 | 52               | 14                   |
| Жінки    | 85      | 18                 | 53               | 14                   |
| Разом    | 168     | 35                 | 105              | 28                   |